# اماویهون
اماویهون (به لاتین: Amawihon) یک منطقهٔ مسکونی در بنین است که در استان بورگو واقع شده‌است.